# ゲームレコードGP
ゲームレコードGP（げーむれこーどぐらんぷり）は、2007年9月から2011年2月19日までMONDO TVで放送されたバラエティ番組。初回放送は土曜24:00 - 24:30で、隔週で新作が放送された。

## 概要
- ファミリーコンピュータ対応のゲームソフトを使用して、番組が定めた独自のルールでプレイをし、記録を競う。
- 女性MC（番組では「姫」と呼ばれている。以下「姫」と表記）が使用するソフト名とルールを発表。先ずMC（玉袋筋太郎、まれに姫が単独で、もしくは玉袋とペアを組む事もある）が試技を行い、その記録と事前に番組スタッフが出した記録（標準記録）をあわせて発表。その後、出場者が記録を競う。
- 初回放送で一般視聴者の出演希望者を募り、3回目放送からは一般参加の出演者中心の番組にする予定であったが出演希望者が少なかったため3回目以降も芸人中心の番組となった。
- 出演希望の芸人が増えたため第3回より予選会を行い、上位記録者のみが本選に進出するシステムに変更された（同じ作品の第2回大会のとき、前回優勝者がディフェンディングチャンピオンとして予選なしで本選出場という場合はある）。予選落ちした出場者はギャラリーとして収録に参加するか、そのまま現場を離れていた。
- 競技順は原則として、予選通過記録が下位の者からとなる。ただし、予選記録は競技順を除き本選に持ち越さない。
- 1度でもダメージを受けたり、ミスをすると即失格というルールが多く、チャンスは1度だけなので泣きの1回は認められない。
- 番組開始当初は使用ソフト、ルール等のお題は収録当日に発表されていたが一部出演者が事前にスタッフから情報を仕入れ事前練習をしてくるようになったため、番組途中から事前発表に変更されそれに伴いルールもノーミスクリア等、事前練習必須のお題が頻繁に出題されるようになった。
- 出演者の大半はお笑い芸人やタレントであるが、一般参加者も出演する事が可能であった。ゲームショップ店員などが出演していたこともある。
- 番組のタイトルロゴは、玉袋が筆で書いたものが使われた。
- タイトル画面の音楽はパックマンの音楽が使用されている。第48回から一部音楽が変更された。
- 初回から第59回までは番組冒頭に会場の外で玉袋と姫によるオープニングトークを放送していたが、第60回以降はオープニングトークがなくなった。
- 2011年4月から集中再放送が行われていたが、出演者から逮捕者が出たため一時集中放送や再放送を中止した後、2013年11月から再放送を再開（逮捕者の出演していた第54回以降の再放送は行われなかった）した。
- 2014年11月、第1回から出演していた元芸人が逮捕され、2014年12月以降の再放送は休止となった。

## MC
- 玉袋筋太郎
- 長尾麻由 （第1回（2007年9月） - 第24回（2008年8月16日））
- 古川小百合 （第25回（2008年8月30日） -  第89回（2011年2月19日））…予選を勝ち抜き本選に出場することもあった。

## 主な出場者
出場者は若手お笑い芸人のほか、一般参加者もいる。
- アイデンティティ（田島直弥、見浦彰彦）
- アキラボーイ

計27冠王の番組最高記録の絶対王者。
- あどばるーん（新山大、小野ますのぶ）
- いけがみこう太
- いちご姫

プレイは上手いが、未だ1位になったことはなく「無冠の女帝」と呼ばれている。
第26回ではプレイ中にファミリートレーナーが壊れるという悲運に見舞われた。
- イー☆ちゃん

姫（女性MC）やいちご姫や『アルプスの少女ハイジ』のクララなどの扮装をし、胸に“本物”と書いた名札を付けて出演することがあった。
- 江戸むらさき（野村浩二、磯山良司）

磯山は、自身が所有するソフトを持参してプレイに臨んでいた。また「自分はゲーマーの最上位である『ゲーメスト』だ」と発言した。
- えんどぅ（一般参加者）
- カイキマン
- かげべんけい（林一郎、胃の丸、梶原数利）
- 兼島ダンシング
- 亀子のぶお
- カモメ
- ガリベンズ（矢野正樹、新藤充）
- ガルウィング（鈴木俊之、柴田嘉孝）
- ガンバレイ・シウバ
- きくりん
- グラップラーたかし
- グレゴリオ（幸内渉、宮田裕仁）
- コジャ
- Theかれー王

出場者の中では最年長。同じ出場者のフジタと共に、番組ではヒール的な存在となっていた。
- サードメン・高橋
- ザクマシンガン（山田祐樹、石川勇樹）
- さくらんぼブービー（鍛治輝光、木村圭太）
- さとうゆきお
- サボテンラッシュ（田中敦志、野口一徳）
- 沢井真帆
- JJポリマー（成田優介、大森よしき）
- しゃーしゃーま（一般参加者）
- ジャングルボーボー（将悟、ぼびぃ小川）
- 新宿カウボーイ（かねきよ勝則、石沢勤）
- スパローズ（森田悟、大和一孝）
- 関口ジョニーズ
- ゾオサン（岩尾誠竜、加藤正洋）
- 高橋小形（高橋、小形）
- たすまにあん（占部雅典、横塚）
- 弾丸ビーンズ（市川太一、北村洋平）
- chu×3チューブ（愛知万博、愛知万太郎）
- デコボコ団（阿見201、上原圭太）

阿見が主に出場
- てっぷん（仲尾雅則、佐藤一仁）
- トップリード（和賀勇介、新妻悠太）
- どてちんレンジャー（野崎修三郎、岩原弘幸）

岩原は、橋下徹などのモノマネをしながらプレイすることがあった。
- なげやりランチ（伊藤、黒田）
- 成田童夢
- 南京錠（増本宇紀、藤原大輔）
- NOモーション（矢野ともゆき、タイガーこてつ）
- 爆弾低気圧（ささぼー、ベイダー）
- ハイエナ（アマレス兄アマレス兄弟、坪井貴成）

- Hi-Hi（上田浩二郎、岩崎一則）

岩崎が主に出場
- 橋本みのり
- ハドソン杉田（スギタヒロシ）
- ハマカーン（浜谷健司、神田伸一郎）
- ハリウッドザコシショウ
- ビックスモールン（ゴン、チロ）
- ヒデヨシ（ゆうき、岡本知己）
- 鵯来留夫
- ぴょんぴょん
- 平川らいあん
- 風藤松原（風藤康二、松原義和）
- フジタ

“ゲームソフトを1万本所有する男”の異名を持ち、言動などからTheかれー王と共にヒール的な存在だった。
- ブラックパイナーSOS（山野拓也、内藤正樹）
- HEY!たくちゃん

佐野実や亀田興毅などのモノマネをしながらプレイすることがある。
- ペイパービュウ（三平×2、見た目が邦彦）
- ぺよん潤
- ぽ〜くちょっぷ（篠木正啓、関仁彦）

篠木が主に出場
- ホーザン
- 魔族（サド山エス、マゾ田エム）
- ムートン（島田浩史、伊藤俊一）
- 村田（一般参加者）
- ゆみみ
- りったん（一般参加者）
- ヴィンテージ（しゅん、のぶ）

## 放送内容
| 回数 | 使用ソフト | 競技 | 1位 | 記録 |
| ---- | --- | --- | --- | --- |
| 1    | スーパーマリオブラザーズ | 1-1 タイムトライアル | 北口晋吾（ファミ通編集部） | 22秒09 |
| 1    | ゼビウス | 敵を倒すなフルマラソン | 磯山（江戸むらさき） | 2分55秒96 |
| 2    | アイスクライマー | ステージ1 タイムトライアル | のぶ（ヴィンテージ） | 43秒90 |
| 2    | ベースボール | 1回の表 最多得点勝負 | 柴田（ガルウィング） | 4点 |
| 3    | ドンキーコング | ジャンプ禁止 ステージトライアル | ハドソン杉田 | 22秒09 |
| 3    | スペランカー | ジョイボール使用 ハイスコアバトル | りったん（一般参加者） | 27,400点 |
| 4    | 頭脳戦艦ガル | 敵を倒すなフルマラソン | 胃の丸（かげべんけい） | 1分45秒11 |
| 4    | アルカノイド | 指定ブロック崩し タイムトライアル | りったん（一般参加者） | 13秒58 |
| 5    | ロードランナー | 穴掘り禁止 ステージ1 タイムトライアル | 風藤（風藤松原） | 33秒11 |
| 5    | ギャラガ | 敵を全滅ハイスピードバトル | 野崎（どてちんレンジャー） | 17秒84 |
| 6    | スーパーマリオブラザーズ3 | ワープ禁止 1-1 タイムトライアル | 村田（一般参加者） | 14秒02 |
| 6    | グラディウス | 敵を倒すなフルマラソン | 内藤（ブラックパイナーSOS） | 4分1秒72 |
| 7    | マイティボンジャック | ステージ1 タイムトライアル（ボーナスステージ込み） | 村田（一般参加者） | 30秒19 |
| 7    | マッピー | ステージ1 タイムトライアル | 村田（一般参加者） | 21秒86 |
| 8    | スーパーマリオブラザーズ | 1-1 タイムトライアル（2回目） | 柴田（ガルウィング） | 21秒15（記録更新） |
| 8    | イー・アル・カンフー | ジャンプ&キック禁止 ステージ1 タイムトライアル | 内藤（ブラックパイナーSOS） | 12秒53 |
| 9    | スパルタンX | 無傷で何処まで 長距離走 | 野崎（どてちんレンジャー） | 2周目の1階の5の4本目 |
| 9    | 戦場の狼 | 手榴弾のみ使用可 目指すは橋 タイムトライアル | 藤原（南京錠） | 33秒67 |
| 10   | 魔界村 | ステージ1 タイムトライアル | 野崎（どてちんレンジャー） | 1分16秒93 |
| 10   | 忍者じゃじゃ丸くん | ステージ1 タイムトライアル | 野崎（どてちんレンジャー） | 16秒40 |
| 11   | サッカー | 最速得点タイムトライアル | 北村（弾丸ビーンズ） | 9秒37 |
| 11   | ドンキーコングJR. | ステージ1 GAME-B タイムトライアル | 三平×2（ペイパービュウ） | 16秒37 |
| 12   | バルーンファイト | 風船を取りこぼすな バルーントリップ フルマラソン | 野崎（どてちんレンジャー） | 2分58秒84 |
| 12   | ベースボール | 1回の表 最多得点勝負（2回目） | 和賀（トップリード） 石沢（新宿カウボーイ） | 4点（前回と同記録） |
| 13   | クルクルランド | 金塊28 ステージ1 タイムトライアル | 岩原（どてちんレンジャー） | 20秒15 |
| 13   | 芸人「こまつ」がゲームサウンドの数々を披露 | | | |
| 14   | マリオブラザーズ | ステージ1 GAME-B タイムトライアル | 岩原（どてちんレンジャー） | 12秒60 |
| 14   | ファンタジーゾーン | ステージ1 タイムトライアル | 野崎（どてちんレンジャー） | 28秒40 |
| 15   | 熱血高校ドッジボール部 | “りき”を倒せ タイムトライアル | 新藤（ガリベンズ） | 20秒45 |
| 15   | デビルワールド | ダブルでステージ1 タイムトライアル | 阿見（デコボコ団）&平川らいあん | 30秒63 |
| 16   | ツインビー | 三種の鈴 タイムトライアル | アキラボーイ | 18秒56 |
| 16   | スペランカー | ジョイボール使用 ハイスコアバトル（2回目） | 篠木（ぽ〜くちょっぷ） | 51,310点（記録更新） |
| 17   | 高橋名人の冒険島 | フルーツ獲得! 攻撃禁止! タイムトライアル | 野崎（どてちんレンジャー） | 56秒05 |
| 17   | 頭脳戦艦ガル | 敵を倒すなフルマラソン（2回目） | 藤原（南京錠） | 2分37秒18（記録更新） |
| 18   | 魂斗羅 | 敵を倒すな ポイントAトライアル | 坪井（ハイエナ） | 52秒57 |
| 18   | クレイジー・クライマー | ダブルス 鳥出現タイムトライアル | きくりん&坪井（ハイエナ） | 21秒55 |
| 19   | マリオブラザーズ | ダブルス ステージ1 タイムトライアル | 岩崎（Hi-Hi）&内藤（ブラックパイナーSOS） | 10秒46 |
| 19   | フジタ宅訪問（長尾、三平×2、野崎がフジタの自宅を訪問。本当にソフトを1万本所有しているかを検証） | | | |
| 20   | メトロクロス | 缶に触るな! ステージ1 タイムトライアル | 矢野（ガリベンズ） | 34秒22 |
| 20   | ディグダグ | ステージ1 タイムトライアル | 新藤（ガリベンズ） | 10秒00 |
| 21   | ロックマン | カットマンステージ 無傷でクリア タイムトライアル | ホーザン（大車輪） | 2分26秒46 |
| 21   | ソフト1万本の部屋 お宝鑑定（フジタ宅にて所有ソフトを鑑定） | | | |
| 22   | シティコネクション | 1面クリア最短距離バトル | 新藤（ガリベンズ） | 399m |
| 22   | ツインビー | ダブルス 3種の鈴 タイムトライアル | きくりん&坪井（ハイエナ） | 39秒38 |
| 23   | アイスクライマー | ステージ32 タイムトライアル | フジタ | 25秒16 |
| 23   | スーパー魂斗羅 | ダブルス ステージ1 タイムトライアル | ガリベンズ | 1分16秒33 |
| 24   | スーパーマリオブラザーズ | パワーグローブ使用 1-1 タイムトライアル | 野崎（どてちんレンジャー） | 28秒27 |
| 24   | ロックマン2 Dr.ワイリーの謎 | メタルマンステージ 無傷でタイムトライアル | フジタ | 2分26秒56 |
| 25   | がんばれゴエモン!からくり道中 | ステージ1 タイムトライアル | 矢野（ガリベンズ） | 1分11秒67 |
| 25   | ギャラクシアン | ステージ1 タイムトライアル | 岩崎（Hi-Hi） | 32秒90 |
| 26   | 熱血高校ドッジボール部サッカー編 | 必殺シュート禁止 最速得点タイムトライアル | 新藤（ガリベンズ） | 7秒30 |
| 26   | アスレチックワールド | ファミリートレーナー使用 トンネル砦 タイムトライアル | 新藤（ガリベンズ） | 20秒53 |
| 27   | エキサイトバイク | TRACK5 1周タイムトライアル | フジタ | 28秒48 |
| 27   | バブルボブル2 | ラウンド3までクリア タイムトライアル | 野崎（どてちんレンジャー） | 41秒40 |
| 28   | 忍者龍剣伝 | ノーダメージ ステージ1 タイムトライアル | アキラボーイ | 49秒49 |
| 28   | スーパーマリオブラザーズ | ステージ1-2までクリア タイムトライアル | 野崎（どてちんレンジャー） | 1分5秒77 |
| 29   | 第1回 ゲーム知識王決定戦 | 第1回 ゲーム知識王決定戦 | 坪井（ハイエナ） | |
| 30   | スペースハリアー | ノーダメージ ステージ1 最高得点バトル | 新藤（ガリベンズ） | 483,310点 |
| 30   | テニス | ダブルス LEVEL5 ラリーマラソン | きくりん&坪井（ハイエナ） | 86回 |
| 31   | プーヤン | ムダ撃ち禁止 オオカミ撃退バトル | フジタ | 94匹 |
| 31   | ゲーマーたちの合宿ドキュメント（いちご姫の自宅で行われた「ゲーム合宿」の模様を放送） | | | |
| 32   | クルクルランド | 金塊31 ステージ1 タイムトライアル | アキラボーイ | 26秒49 |
| 32   | スーパーゼビウス ガンプの謎 | エリア3 最高得点バトル | 新藤（ガリベンズ） | 70,090点 |
| 33   | ドンキーコング3 | ステージ1 GAME-B タイムトライアル | 岩崎（Hi-Hi） | 13秒74 |
| 33   | 第2回 芸人こまつのゲーム音楽祭 | | | |
| 34   | ルート16ターボ | ステージ1 タイムトライアル | 新藤（ガリベンズ） | 1分10秒50 |
| 34   | チャンピオンシップロードランナー | ステージ2 タイムトライアル | 坪井（ハイエナ） | 1分15秒56 |
| 35   | レッキングクルー | ステージ1 タイムトライアル | アキラボーイ | 19秒00 |
| 35   | ロックマン2 Dr.ワイリーの謎 | ヒートマンステージ 無傷でタイムトライアル | フジタ | 2分19秒09 |
| 36   | スターソルジャー | ステージ1 ハイスコアバトル | フジタ | 332,700点 |
| 36   | ロードファイター | LEVEL2 事故禁止 タイムトライアル | フジタ | 58秒69 |
| 37   | ちゃっくんぽっぷ | 敵を1匹倒せ ステージ1 タイムトライアル | カイキマン | 23秒51 |
| 37   | バルーンファイト | 風船を取りこぼすな バルーントリップ フルマラソン（2回目） | 野崎（どてちんレンジャー） | 2分58秒84（防衛） |
| 38   | クルクルランド | ダブルス 金塊33 タイムトライアル | アキラボーイ&野崎（どてちんレンジャー） | 13秒31 |
| 38   | ベースボール | 1回の表 最多得点勝負（3回目） | マゾ田エム（魔族） | 5点（記録更新） |
| 39   | 第2回 ゲーム知識王決定戦 前編 | 第2回 ゲーム知識王決定戦 前編 | 第2回 ゲーム知識王決定戦 前編 | 第2回 ゲーム知識王決定戦 前編 |
| 40   | スターフォース | ステージ1 ハイスコアバトル | アキラボーイ | 130,100点 |
| 40   | 第2回 ゲーム知識王決定戦 後編 | 第2回 ゲーム知識王決定戦 後編 | 篠木（ぽ〜くちょっぷ） | |
| 41   | 第1回 ゲームトライアスロン | 第1種目 『ドンキーコングJR.の算数遊び』 ステージ1 クリア 第2種目 『ピンボール』 10,000点 突破 第3種目 『ゴルフ』 1番ホール カップイン 以上、3ゲームクリアまでのタイムトライアル                                                        | 坪井（ハイエナ） | 1分13秒46 |
| 42   | ロックマン2 Dr.ワイリーの謎 | ウッドマンステージ 無傷でタイムトライアル | フジタ | 2分32秒04 |
| 42   | ファミコンショップ桃太郎からの挑戦状（選抜された芸人がゲームショップに出向き特別ルールで対戦） | | | |
| 43   | いっき | ステージ1 タイムトライアル | アキラボーイ | 19秒23 |
| 43   | メタルギア | ステージ1 無傷でタイムトライアル | 新藤（ガリベンズ） | 51秒12 |
| 44   | 第2回 ゲームトライアスロン | 第1種目 『上海』 8ペア消去 第2種目 『バルーンファイト』 ステージ1 クリア 第3種目 『つっぱり大相撲』 白星をあげる 以上、3ゲームクリアまでのタイムトライアル                                                                             | 新藤（ガリベンズ） | 1分1秒46 |
| 45   | F1レース | 事故禁止 LEVEL3 タイムトライアル | 矢野（ガリベンズ） | 42秒10 |
| 45   | バトルシティー | ダブルス ステージ34 タイムトライアル | Theかれー王&フジタ | 18秒41 |
| 46   | 熱血硬派くにおくん | 電車に乗るまで タイムトライアル | アキラボーイ | 19秒38 |
| 46   | パックマン | 2人1組 目隠し ハイスコアバトル | Theかれー王&フジタ | 5,420点 |
| 47   | 忍者龍剣伝II 暗黒邪神剣 | ステージ1 無傷でタイムトライアル | フジタ | 57秒71 |
| 47   | スカイキッド | ダブルス ハイスコアバトル | Theかれー王&フジタ | 76,480点 |
| 48   | ジッピーレース | ロスからラスベガス 事故禁止 タイムトライアル | アキラボーイ | 1分23秒18 |
| 48   | マッピー | 2人1組 目隠し ハイスコアバトル | きくりん&坪井（ハイエナ） | 16,950点 |
| 49   | ロックマン2 Dr.ワイリーの謎 | バブルマンステージ 無傷でタイムトライアル | フジタ | 2分21秒84 |
| 49   | スペランカー | ワンコトローラー二人三脚 ダブルス ハイスコアバトル | 岩崎（Hi-Hi）&篠木（ぽ〜くちょっぷ） | 68,590点 |
| 50   | 放送50回記念 特別企画 グランドチャンピオン決定トーナメント 前編 | 放送50回記念 特別企画 グランドチャンピオン決定トーナメント 前編 | 放送50回記念 特別企画 グランドチャンピオン決定トーナメント 前編 | 放送50回記念 特別企画 グランドチャンピオン決定トーナメント 前編 |
| 51   | 放送50回記念 特別企画 グランドチャンピオン決定トーナメント 後編 | 放送50回記念 特別企画 グランドチャンピオン決定トーナメント 後編 | 新藤（ガリベンズ） | |
| 52   | 忍者ハットリくん | ステージ1 ハイスコアバトル | 坪井（ハイエナ） | 64,960点 |
| 52   | 魔界村 | ステージ1 タイムトライアル（2回目） | アキラボーイ | 1分15秒88（記録更新） |
| 53   | フィールドコンバット | ステージ1 無傷でタイムトライアル | 坪井（ハイエナ） | 15秒36 |
| 53   | スーパーマリオブラザーズ | 2人1組 目隠し ハイスコアバトル | 坪井（ハイエナ）&篠木（ぽ〜くちょっぷ） | 39,300点 |
| 54   | 影の伝説 | ステージ1 無傷でタイムトライアル | Theかれー王 | 49秒06 |
| 54   | 突然! マッチョマン | ステージ1 無傷でタイムトライアル | アキラボーイ | 1分2秒79 |
| 55   | 第3回 ゲームトライアスロン | 第1種目 『ディグダグ』 ステージ1 クリア 第2種目 『エレベーターアクション』 2,000点突破 第3種目 『ナッツ&ミルク』 ステージ1 クリア 以上、3ゲームクリアまでのタイムトライアル                                                            | アキラボーイ | 1分15秒78 |
| 56   | 幻のファミリージョッキー対決（グランドチャンピオン大会で行われなかった対決が、あったとしたらどうなっていたか新藤と野崎が勝負） フジタの本音（不調にあえぐフジタが、その状況をどう思うのか本音を隠し撮りで聞き出す） | 幻のファミリージョッキー対決（グランドチャンピオン大会で行われなかった対決が、あったとしたらどうなっていたか新藤と野崎が勝負） フジタの本音（不調にあえぐフジタが、その状況をどう思うのか本音を隠し撮りで聞き出す）                    | 幻のファミリージョッキー対決（グランドチャンピオン大会で行われなかった対決が、あったとしたらどうなっていたか新藤と野崎が勝負） フジタの本音（不調にあえぐフジタが、その状況をどう思うのか本音を隠し撮りで聞き出す） | 幻のファミリージョッキー対決（グランドチャンピオン大会で行われなかった対決が、あったとしたらどうなっていたか新藤と野崎が勝負） フジタの本音（不調にあえぐフジタが、その状況をどう思うのか本音を隠し撮りで聞き出す） |
| 56   | 沙羅曼蛇 | ステージ1 ハイスコアバトル | Theかれー王 | 49,710点 |
| 57   | 忍者龍剣伝3 黄泉の方舟 | ステージ1 無傷でタイムトライアル | アキラボーイ | 48秒52 |
| 57   | ボンバーマン2 | ダブルス VSモード ブロック早消しバトル | ガリベンズ | 34秒26 |
| 58   | アーガス | ステージ1 ハイスコアバトル | アキラボーイ | 94,900点 |
| 58   | カイの冒険 | 5階制覇 タイムトライアル | 新藤（ガリベンズ） | 1分18秒62 |
| 59   | 六三四の剣 | ステージ1 無傷でタイムトライアル | サド山エス（魔族） | 1分4秒51 |
| 59   | テニス | ダブルス LEVEL5 ラリーマラソン（2回目） | アキラボーイ&野崎（どてちんレンジャー） | 139回（記録更新） |
| 60   | 闘いの挽歌 | ステージ1 無傷で中ボス撃退 タイムトライアル | アキラボーイ | 17秒86 |
| 60   | もえろツインビー シナモン博士を救え! | ダブルス ステージ1 ハイスコアバトル | Theかれー王＆フジタ | 1,122,500点 |
| 61   | ロックマン2 Dr.ワイリーの謎 | フラッシュマンステージ 無傷でタイムトライアル | アキラボーイ | 1分28秒68 |
| 61   | ドラゴンスピリット | ゴールドドラゴン ステージ1 ハイスコアバトル | アキラボーイ | 32,780点 |
| 62   | 悪魔城伝説 | 攻撃禁止 ろうそく15本タイムトライアル | アキラボーイ | 1分01秒73 |
| 62   | ワイワイワールド2 SOS!!パセリ城 | ワールド9 タイムトライアル | アキラボーイ | 22秒72 |
| 63   | ドルアーガの塔 | フロア16 タイムトライアル | 岩崎（Hi-Hi） | 19秒44 |
| 63   | クルクルランド | ダブルス 金塊32 タイムトライアル | アキラボーイ&古川小百合 | 10秒40 |
| 64   | アトランチスの謎 | ステージ3までタイムトライアル | フジタ | 1分16秒39 |
| 64   | ロードランナー | 穴掘り禁止 19面タイムトライアル | Theかれー王 | 29秒87 |
| 65   | ヘクター'87 | ステージ1 ハイスコアバトル | 達成者なし | 達成者なし |
| 65   | パックマン | 2人1組 目隠し ハイスコアバトル（2回目） | きくりん&坪井（ハイエナ） | 7,500点（記録更新） |
| 66   | アキラボーイ秘伝の攻略法 | アキラボーイ秘伝の攻略法 | アキラボーイ秘伝の攻略法 | アキラボーイ秘伝の攻略法 |
| 66   | 冠保持者限定ボーナス企画 『バルーンファイト』勝ち抜きガチンコバトル | 冠保持者限定ボーナス企画 『バルーンファイト』勝ち抜きガチンコバトル | 玉袋筋太郎 | |
| 67   | パロディウスだ! 〜神話からお笑いへ〜 | 難易度MAX ステージ1 ハイスコアバトル | アキラボーイ | 78,300点 |
| 67   | バトルシティー | ダブルス ステージ25 タイムトライアル | しゃーしゃーま&えんどぅ（共に一般参加者） | 25秒50 |
| 68   | チャレンジャー | 攻撃禁止 難易度MAX 無傷でタイムトライアル | アキラボーイ | 1分17秒87 |
| 68   | ヘクター'87 | ステージ1 ハイスコアバトル（2回目） | フジタ | 414,000点 |
| 69   | 新人類 | 敵を倒すな フルマラソン | Theかれー王 | 4分46秒71 |
| 69   | キン肉マン マッスルタッグマッチ | ワンマッチ タイムトライアル | アキラボーイ | 15秒07 |
| 70   | 第4回 ゲームトライアスロン ダブルス大会 | 第1種目 『Don Doko Don』 ステージ2までクリア 第2種目 『クインティ』 レストランステージ クリア 第3種目 『アイスクライマー』 ステージ4ボーナス画面まで2人で登頂 以上、3ゲームクリアまでのタイムトライアル                                | Theかれー王&フジタ | 1分20秒64 |
| 71   | かんしゃく玉なげカン太郎の東海道五十三次 | ステージ1 忍者2人倒してタイムトライアル | 岩崎（Hi-Hi） | 24秒01 |
| 71   | 頭脳戦艦ガル | 敵を倒すなフルマラソン（3回目） | 新藤（ガリベンズ） | 2分14秒90（記録更新ならず） |
| 72   | いっき | ダブルス ステージ2までタイムトライアル | しゃーしゃーま&えんどぅ（共に一般参加） | 33秒45 |
| 72   | がんばれゴエモン2 | ダブルス ステージ1 タイムトライアル | 高橋（高橋小形）&岩原（どてちんレンジャー） | 1分02秒88 |
| 73   | バベルの塔 | ステージ17 タイムトライアル | フジタ | 39秒79 |
| 73   | ソンソン | ダブルス ベストスコアバトル | 野崎（どてちんレンジャー）&アキラボーイ | 81,170点 |
| 74   | スカイデストロイヤー | 夕日になるまで ハイスコアバトル | 岩原（どてちんレンジャー） | 29,450点 |
| 74   | デビルワールド | 2人1組 目隠しハイスコアバトル | きくりん&坪井（ハイエナ） | 13,500点 |
| 75   | カルノフ | ステージ1 タイムトライアル | Theかれー王 | 44秒28 |
| 75   | マッピーランド | 親猫2匹撃退 ステージ1 タイムトライアル | アキラボーイ | 29秒53 |
| 76   | レインボーアイランド | ジャンプ禁止 ステージ1 タイムトライアル | フジタ | 15秒12 |
| 76   | 高機動戦闘メカ ヴォルガードII | 100ダメージ タイムトライアル | フジタ | 33秒02 |
| 77   | 月風魔伝 | 攻撃禁止 ステージ1 タイムトライアル | アキラボーイ | 44秒24 |
| 77   | もえろツインビー シナモン博士を救え! | トリプル ベストハイスコアバトル | Theかれー王 岩原（どてちんレンジャー） フジタ | 1,043,000点 |
| 78   | ロックマン3 Dr.ワイリーの最期!? | タップマンステージ 無傷でタイムトライアル | しゃーしゃーま（一般参加） | 1分59秒43 |
| 79   | 忍者くん 魔城の冒険 | 体当たり禁止 ステージ1 タイムトライアル | 新藤（ガリベンズ） | 14秒96 |
| 79   | ロードランナー | 穴掘り禁止 5面 タイムトライアル | マゾ田エム（魔族） | 30秒34 |
| 80   | 第5回 ゲームトライアスロン 駅伝ルール | 第1種目 『サーカスチャーリー』 レベルBで全ての輪をくぐりステージ1クリア 第2種目 『スクーン』 20,000点クリア 第3種目 『アルカノイド』 ステージ1クリア 3人1組で以上の3ゲームをリレー方式で1人1種目に挑戦し、クリアまでのタイムトライアル | Theかれー王 岩原（どてちんレンジャー） フジタ | |
| 81   | 俺のスゴ技（ゲーマーたちが各々の得意なゲームでのスゴ技を披露） | 俺のスゴ技（ゲーマーたちが各々の得意なゲームでのスゴ技を披露） | 俺のスゴ技（ゲーマーたちが各々の得意なゲームでのスゴ技を披露） | 俺のスゴ技（ゲーマーたちが各々の得意なゲームでのスゴ技を披露） |
| 82   | 1942 | ステージ1 ハイスコアバトル | 岩崎（Hi-Hi） | 42,600点 |
| 82   | ドラゴンバスター | マップ下ステージ 無傷でタイムトライアル | 達成者なし | 達成者なし |
| 83   | スーパーマリオUSA | ステージ1 タイムトライアル | フジタ | 1分5秒12 |
| 83   | ギャラガ | ステージ1 タイムトライアル（2回目） | 野崎（どてちんレンジャー） | 14秒85（記録更新） |
| 84   | 迷宮組曲 ミロンの大冒険 | ステージ1 タイムトライアル | 達成者なし | 達成者なし |
| 84   | グラディウス2 | パワーアップ禁止 フルマラソン | 黒田（なげやりランチ） 坪井（ハイエナ） | 5分32秒64 |
| 85   | インセクターX | レベルHARD パワーアップ禁止 ハイスコアバトル | フジタ | 147,400点 |
| 85   | アスレチックワールド | かきね草原 無傷でタイムトライアル | 坪井（ハイエナ） | 22秒78 |
| 86   | アルカノイド2 | ダブルス ラリーマラソン | 黒田（なげやりランチ）&ささぼー（爆弾低気圧） | 59秒30 |
| 86   | ドラゴンバスター | マップ下ステージ 無傷でタイムトライアル（2回目） | 新藤（ガリベンズ） | 29秒47 |
| 87   | ロックマン3 Dr.ワイリーの最期!? | スネークマンステージ 無傷でタイムトライアル | 新藤（ガリベンズ） | 2分57秒34 |
| 88   | 第2回 グランドチャンピオン大会 グループリーグ | 第2回 グランドチャンピオン大会 グループリーグ | 第2回 グランドチャンピオン大会 グループリーグ | 第2回 グランドチャンピオン大会 グループリーグ |
| 89   | 第2回 グランドチャンピオン大会 決勝トーナメント | 第2回 グランドチャンピオン大会 決勝トーナメント | アキラボーイ | |

※第38回よりハイビジョン制作

## スタッフ
- 構成：タムケン
- ナレーター：リーダー
- 音響効果：灘智樹
- CAM：村上知弘、今尾智介
- VE：功刀康久
- CA：西青木純一
- EED・MA：NEK STUDIO、ビームテレビセンター
- 衣装協力：コスプレ衣装どっとこむ
- ディレクター：筑根勉
- プロデューサー：櫻井義久（JIC）、平田雄大
- 制作協力：デアトロイマー
- 製作・著作：JIC

## DVD
- ゲームレコードGP ナムコ(現:バンダイナムコゲームス)篇 vol.1 敵を倒すな ゼビウス!全滅ハイスピード ギャラガ!シューティング篇（2012年4月25日、メディアファクトリー）
- ゲームレコードGP ナムコ(現:バンダイナムコゲームス)篇 vol.2 マッピーも、パックマンも目隠しハイスコアバトルだ!アクション篇（2012年4月25日、メディアファクトリー）
- ゲームレコードGP コナミ篇 vol.1 グラディウスで、フルマラソン?ツインビーでタイムトライアル!?シューティング&レース篇（2012年4月25日、メディアファクトリー）
- ゲームレコードGP コナミ篇 vol.2 タイムトライアルをがんばれゴエモン!パンチだけのイー・アル・カンフー!アクション篇（2012年4月25日、メディアファクトリー）